# Wołodymyr Samijłenko
Wołodymyr Iwanowycz Samijłenko (ukr. Володимир Іванович Самійленко, ur. 3 lutego 1864 w Wielkich Soroczyńcach, zm. 12 sierpnia 1925 w Bojarce) – ukraiński poeta i tłumacz.
Tworzył poezję intymną i patriotyczną, wydaną w zbiorach Z poezji W. Samijłenka (1890), Ukrajini (1909) i Wybrani twory (1926), a także wiersze satyryczne o samowoli władz carskich i gnuśności filistrów. Tłumaczył dzieła Homera, Dantego, Bérangera, Byrona i France’a. Polskie tłumaczenia jego wierszy ukazały się w 1977 w Antologii poezji ukraińskiej.